# پارک سوجین
پارک سوجین (به انگلیسی: Park So-jin) (زاده ۲۱ می ۱۹۸۶) خواننده، ترانه‌سرا اهل کره جنوبی است.
او عضو گروه گرلز دی است.